# Bossche bol

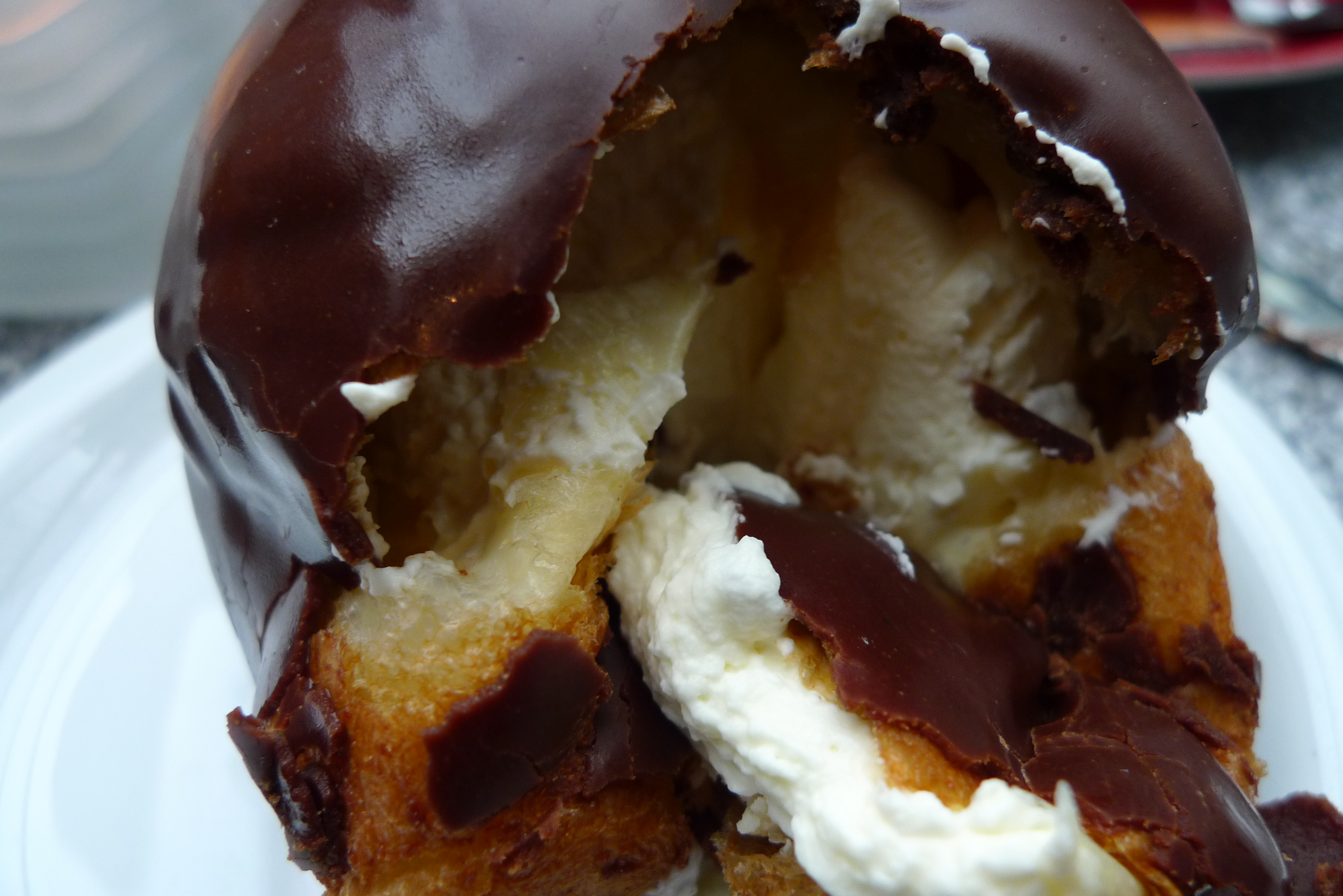
De binnenzijde van een Bossche bol

Een Bossche bol of sjekladebol (chocoladebol) is een gebakspecialiteit uit 's-Hertogenbosch die wordt gebakken van soezenbeslag, gedoopt in gesmolten pure chocolade en daarna gevuld met slagroom. Bossche bollen hebben een diameter van ongeveer 12 cm en zijn daarmee grote gebakjes.

## Vorm
Bossche bollen lijken op de kleinere moorkoppen, die echter meestal zijn geglazuurd. Op de bovenkant van moorkoppen wordt soms een toef slagroom aangebracht, bij de Bossche bollen doet men dit niet.

## Geschiedenis
Al voor het begin van de twintigste eeuw werd in 's-Hertogenbosch de voorganger van de huidige Bossche bol verkocht door banketbakker Lambermont, die een vestiging had in het pand De Kat aan de toenmalige Vischstraat op nummer B61. De bol van Lambermont leek op een moorkop en was gevuld met banketbakkersroom.
Het exacte recept verschilt van bakker tot bakker. 

### De oudste voorloper
Volgens Erfgoed 's-Hertogenbosch adverteerde banketbakker Joseph Johannes Lambermont al in 1903 met chocoladebollen, toen nog gevuld met gele bakkersroom.  Op 23 februari 1924 adverteert dezelfde bakker dat hij "als nieuwste, naast onze bekende Lambermont’s chocolade bollen met crêmevulling nu ook bollen met ‘zuivere slagroomvulling’ verkoopt."

### Haagse invloed
Duidelijk is dat rond dezelfde periode Henri van der Zijde van de Haagsche Bakkerij aan de Bossche Vischstraat in de jaren 1930 de bakkersroom door slagroom verving. Tevens smeerde hij de bovenkant van de soes in met half-harde chocolade. Gesmolten chocolade wordt gemanipuleerd door hem over een marmeren plaat te wrijven; hierdoor wordt de mate van kristallisatie bepaald. Van der Zijde liet de chocolade wat zachter, zodat hij niet van de soes breekt als je er een mes, vork of je tanden in zet. Deze versie wordt onderschreven door stadsarchivaris Rob van der Laar.

### "Bossche meisjes met slagroom"
Volgens een andere versie bedacht bakkerij-kokerij t Kupke van H. van der Ven-Puts in 1937 een variant op de lekkernij van Lambermont. Een soes werd door een gat in de onderzijde gevuld met slagroom, overgoten met chocolade en Bossche meisjes met slagroom genoemd, 't Kupke was toen al meer dan 100 jaar gevestigd aan de Schapenmarkt 24. 't Kupke maakte al eerder een kleinere variant, op smaak gebracht met likeur, de Bossche zoen genoemd.

### Hernoeming tot "Bossche bol"
De naam "Bossche bol" is pas in de loop der tijd ingeburgerd geraakt, met de toenemende populariteit van het gebak buiten de stadsgrenzen. Het zou burgemeester Van Lanschot van ’s-Hertogenbosch zijn geweest die de "schjeklaode bol" na 1938 hernoemde naar Bossche bol.

## Producenten

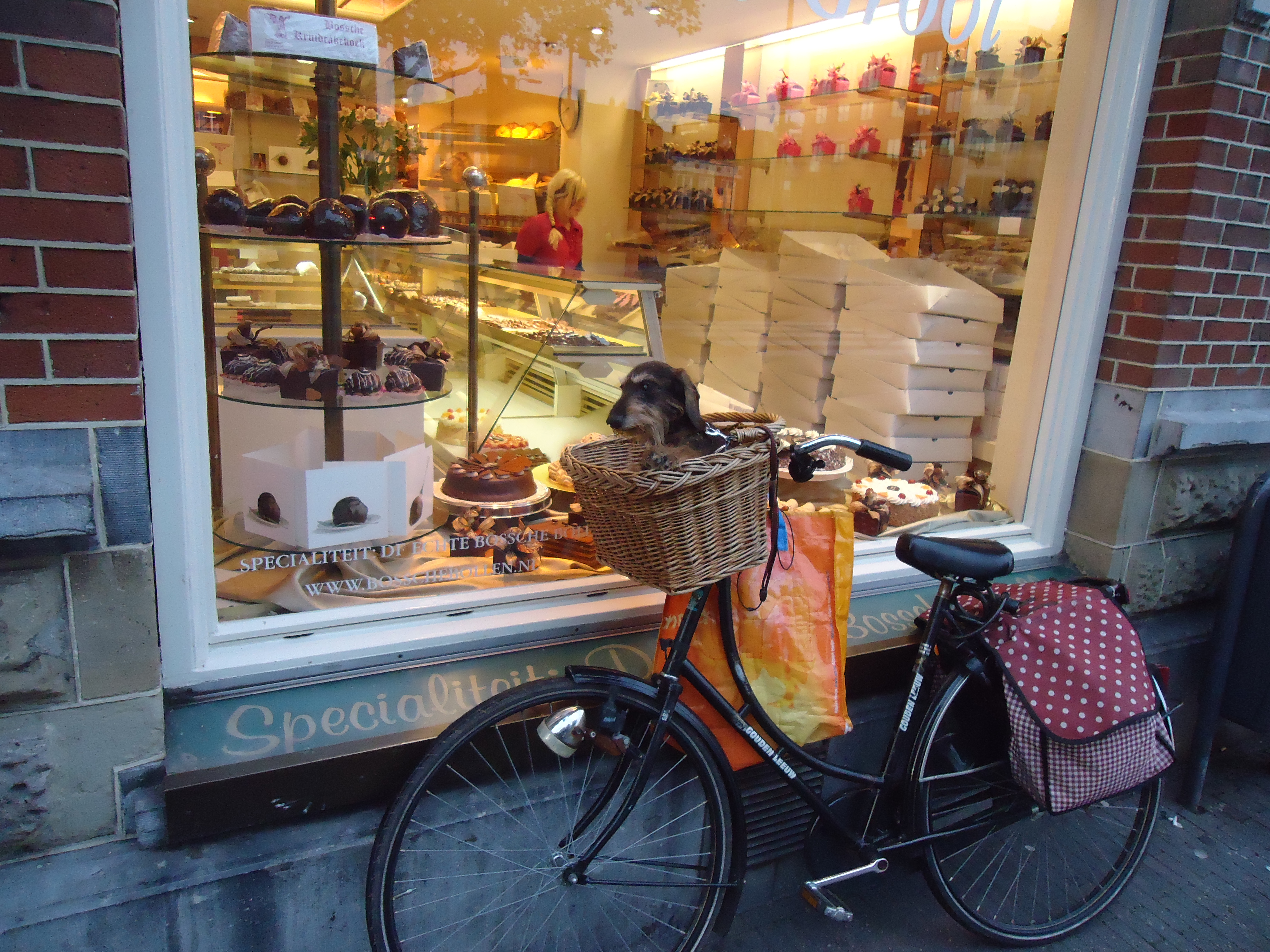
Bakkerij Jan de Groot

Bossche bollen worden door diverse bakkers gemaakt en verkocht, binnen en buiten Den Bosch. Banketbakkerij Jan de Groot (uit 1936) heeft in 1999 een logo ingeschreven als beeldmerk in de Benelux. Het logo bevat de term 'Bossche bollen', de naam 'Jan de Groot' en een tekening van de Drakenfontein. De naam 'Bossche bol' is daarmee niet gemonopoliseerd door deze bakkerij; het blijft de soortnaam voor een bepaald gebakje dat door iedere bakker gemaakt mag worden.

## Wetenswaardigheden
- Soms wordt 'Bossche bollen' als bijnaam gebruikt voor een groep kleine bolwoningen in het noorden van 's-Hertogenbosch.
- In 2022 is de bakkerswinkel van Jan de Groot, met een rij wachtende klanten, nagebouwd met Legosteentjes.[6]